# Walther Blachetta
Walther Blachetta (* 10. Mai 1891 in Althammer; † 25. Juli 1959 in Frankfurt am Main; auch Walter Blachetta, Pseudonym Walter Brenner-Kruckenberg) war ein deutscher Schriftsteller, Theaterleiter und SS-Führer.

## Leben und Werk
Nach seiner Teilnahme am Ersten Weltkrieg unterrichtete Blachetta als Volksschullehrer. Er war außerdem als Schauspieler und Theaterleiter tätig. Er trat ca. 1927/28 in die Hitlerjugend und zum 1. Dezember 1931 in die NSDAP ein (Mitgliedsnummer 829.728), in der er bis 1933 als Propagandaleiter der Zelle Schrifttum und Wissenschaft wirkte. Ende 1933 wurde er im Range eines Bannführers Referent in der Abteilung Schulung/Presse/Propaganda der Reichsjugendführung. Außerdem war er ab Januar 1933 bis 1936 als Referent beim Reichssender Berlin für die Gebiete Volkstum, Volkslied, Märkische Heimat, Laienspiel, Brettspiel, Geschichte und Politik zuständig. Anschließend wurde er Schriftleiter in der Reichspressestelle der NSDAP. Nach eigenen Angaben lieferte er bis Mai 1943 politische Leitartikel an etwa 200 Zeitungen.
Der gelernte Maler beschäftigte sich frühzeitig mit dem Sammeln von Spielen, über die er u. a. mehrfach publizierte. Er rief die Blachetta-Spiele ins Leben.
Von 1933 bis 1936 gab Blachetta mehr als 35 Musikhefte und Liederblätter heraus. Er verfasste mehr als 40 Lustspiele, Bühnenstücke und Laienspiele, die wie die Bunkerspiele (1940) zum Teil mehr als 30 Auflagen erlebten.
Ein Teil seiner Schriften wurde nach Kriegsende in der Sowjetischen Besatzungszone auf die Liste der auszusondernden Literatur gesetzt.

## Schriften (Auswahl)
- Es geht um Deutschland! Berlin: Bloch 1932
- Hitler-Jugend marschiert, Berlin: Volkschaft-Verl. 1933
- Kampf um eine deutsche Stadt, Leipzig: Strauch 1933
- Mitsommer- und Wintersonnenwende, Leipzig: Strauch, 1934
- Das Laienspiel und seine heutige Aufgabe, Stuttgart: Franckh 1934
- Das wahre Gesicht Polens, Berlin: Die Wehrmacht 1939
- Lerne Runen kennen. Eine Runen-Fibel mit 65 Zeichen und Zeichnungen, Berlin: Widukind-Verlag Alexander Boß 1941 (= Walther Blachetta's Freizeitbücher, Heft 6)
- Das Buch der deutschen Sinnzeichen, Berlin 1941
- Das große Spielmagazin, Erich Klinghammer Verlag, 1942